# Remote (EP)
Remote es el tercer extended play (EP) de la banda estadounidense Wallows. Fue publicado el 23 de octubre de 2020 por Atlantic Records.

## Antecedentes
El 9 de septiembre de 2020, Wallows liberó el primer sencillo del EP «Nobody Gets Me (Like You)». El 2 de octubre de 2020, se lanzó el segundo sencillo «Virtual Aerobic». Un videoclip fue publicado con cada sencillo el mismo día. El 28 de octubre de 2020, se publicó un videoclip animado para «Wish Me Luck».
El 15 de febrero de 2021, «Quarterback» fue publicado como el tercer sencillo del EP, seguido de la versión deluxe del mismo, en la cual iba incluido.

## Listado de pistas
Listado adaptada de Apple Music.
| N.º   | Título                      | Productor(es)                        | Duración |  |
| 1.    | «Virtual Aerobics»          |                                      | 2:02     |  |
| 2.    | «Dig What You Dug»          |                                      | 2:57     |  |
| 3.    | «Nobody Gets Me (Like You)» | DeBold, DeSarafino, Ariel Rechtshaid | 2:37     |  |
| 4.    | «Coastlines»                |                                      | 3:09     |  |
| 5.    | «Talk Like That»            |                                      | 2:00     |  |
| 6.    | «Wish Me Luck»              |                                      | 3:45     |  |
| 16:30 |                             |                                      |          |  |

###### Versión deluxe
| N.º | Título                                | Productor(es)                                | Duración |  |
| 7.  | «On Time»                             |                                              | 2:49     |  |
| 8.  | «Quarterback»                         |                                              | 3:00     |  |
| 9.  | «Another Story»                       |                                              | 1:42     |  |
| 10. | «OK (con Remi Wolf y Solomonophonic)» | DeBold, DeSarafino, Wolf, Solomon, John Hill | 2:42     |  |
| 11. | «OK»                                  | DeSarafino, Hill, DeBold, Rob Cohen          | 3:13     |  |

## Posicionamiento en listas
| Lista (2020)                | Posición más alta |
| --------------------------- | ----------------- |
| Billboard 200               | 129               |
| Top Rock Albums (Billboard) | 23                |